# Taschlbach
Der Taschlbach ist ein Fluss im Weinviertel in Niederösterreich.
Als Kleiner Taschlbach entspringt er in Dörfles, durchfließt Thomasl und Kleinsitzendorf, ab wo er auch Großer Taschlbach genannt wird, und verläuft dann weiter über Pürstendorf, Eggersdorf und Ladendorf nach Paasdorf, wo er knapp vor Mistelbach in die Zaya mündet.